# Абасова, Эльмира Абдулгамид кызы
Эльмира Абдулгамид кызы Абасова (азерб. Elmira Əbdülhəmid qızı Abbasova; род. 10 января 1932, Баку — 12 февраля 2009) — азербайджанский советский музыковед, Заслуженный деятель искусств Азербайджанской ССР (1967), кандидат искусствоведения (1962), профессор (1980).

## Биография
Эльмира Абасова родилась 10 января 1932 года в Баку. В 1955 году окончила историко-теоретический факультет Азербайджанской государственной консерватории (Баку), в 1958 году — аспирантуру при Академии наук Азербайджанской ССР. С 1955 же года преподаёт в Азербайджанской государственной консерватории. Член КПСС с 1961 года. С 1963 года работала старшим научным сотрудником в Институте архитектуры и искусства, преподавала в Азербайджанской государственной консерватории (с 1970 года — доцент). С 1962 года была председателем секции музыкальной критики Союза композиторов Азербайджанской ССР.
С 1977 по 1991 год — ректор Азербайджанской государственной консерватории. С 1973 по 1990 год — секретарь Союза композиторов Азербайджана.
Автор ряда научных исследований, монографий, брошюр и статей, главным образом по вопросам музыкальной культуры Азербайджана. Большая часть её научной деятельности посвящена исследованию творчества Узеира Гаджибекова. Ею освещены музыкально-драматургические и стилевые особенности произведений Гаджибекова, раскрыт симфонический метод мышления композитора. Автор монографий «Оперы и музыкальные комедии Узеира Гаджибекова» (1961), «Опера „Кероглы“ Узеира Гаджибекова» (1965), «Узеир Гаджибеков» (1975), «Узеир Гаджибеков. Жизнь и творческий путь» (1985), статей о Гаджибекове. Ответственный редактор библиографии «Узеир Гаджибеков» (1978).
В 2002 году удостоена Персональной стипендии Президента Азербайджанской Республики.
Скончалась Эльмира Аббасова 12 февраля 2009 года.

## Сочинения
- Сочинения: Опера «Алмаст» А. Спендиарова. — Баку, 1958
- Оперы и музыкальные комедии Узеира Гаджибекова. — Баку, 1961
- Музыкальная культура республик Закавказья. — Баку, 1962 (на азерб. яз.)
- Симфоническая поэма «За мир» Дж. Гаджиева, в сб.: Искусство Азербайджана, т. VIII. — Баку, 1962, с. 77-90
- Курбан Примов. — М., 1963
- «Караван» и «Увертюра» Султана Гаджибекова. — Баку, 1964
- Рашид Бейбутов. — Баку, 1965
- Симфонические гравюры «Дон Кихот» Кара Караева. — Баку, 1965
- Опера «Кёр-оглы» Узеира Гаджибекова. — Баку, 1965
- Музыкальное искусство Азербайджана (совм. с К. Касимовым), в кн.: История музыки народов СССР, т. 1-3. — М., 1966-72
- Очерки музыкального искусства Советского Азербайджана. 1920—1956. — Баку, 1970 (совм. К. Касимовым)
- Узеир Гаджибеков: путь жизни и творчества. — Баку, 1985.